# Edvard Erslev
Edvard Erslev (13. december 1824 i Jægersborg – 1. januar 1892 i Charlottenlund) var en dansk geografisk forfatter, far til Anna Erslev, bror til Emil og Jacob Erslev.
Erslev var adjunkt, siden overlærer, i Aarhus og afgik som titulær professor 1871. 1852 udgav han Den danske Stats Geografi, 1855-70 Den danske Stat (med illustrationer) og begyndte 1865 en række geografiske lærebøger, som i lang tid blev meget brugte, flere gange oplagte og oversatte på flere sprog.
1876 tog Erslev initiativet til stiftelsen af Det Kongelige Danske Geografiske Selskab og var længe sammes fortjenstfulde sekretær og udgiver af dets tidsskrift. 1886 udgav han Jylland, Studier og Skildringer til Danmarks Geografi, vel hans vigtigste bog,[kilde mangler] hvori han bragte meget nyt frem og bl.a. modbeviste den tidligere lære om den jyske højderyg.
Han blev Ridder af Dannebrog 1864 og fik Fortjenstmedaljen i guld 1858. 1859 var han den første modtager af den svenske kongelige medalje Litteris et Artibus.[kilde mangler] Han er begravet på Gentofte Kirkegård.